# Prasinocyma cellularia
Prasinocyma cellularia là một loài bướm đêm trong họ Geometridae.